# Hygrophila modesta
Hygrophila modesta är en akantusväxtart som beskrevs av Raymond Benoist. Hygrophila modesta ingår i släktet Hygrophila och familjen akantusväxter. Inga underarter finns listade i Catalogue of Life.